# 中共鄂豫皖中央分局
中共鄂豫皖中央分局是1930年代初期负责鄂豫皖革命根据地的党的领导机构。 
1931年1月的中共六届四中全会后，中共中央于1931年3月10日通过《关于鄂豫皖苏维埃区域成立中央分局决议案》，决定派遣和指定人员组成中共中央鄂豫皖分局，派遣张国焘赴鄂豫皖革命根据地。1931年5月12日，鄂豫皖边区党组织在光山县新集召开代表大会产生了中共鄂豫皖中央分局。分局委员共11人，其中中央指定8人，即张国焘、陈昌浩、沈泽民、曾中生、王平章、蔡申熙、舒传贤、邝继勋；补选3人，即周纯全、郭述申、高敬亭。分局候补委员15人，张国焘任书记。1932年9月9日，分局机关随红四方面军西征豫鄂陕边。1933年2月成立中共川陕省委后，中共鄂豫皖中央分局结束。
管辖：
- 鄂豫皖省委
- 皖西北特委
- 豫南特委